# Таунсвилл
Та́унсвилл (англ. Townsville) — город в северо-восточной части австралийского штата Квинсленд, центр одноимённого района местного самоуправления. Население города по оценкам на 2006 год составляло примерно 143 тысячи человек, а население всего района — 175,5 тысяч человек (2008 год). Ближайшие крупные города — Маккай (расположен в 330 километрах на юго-востоке) и Кэрнс (расположен в 300 километрах на севере).

## География

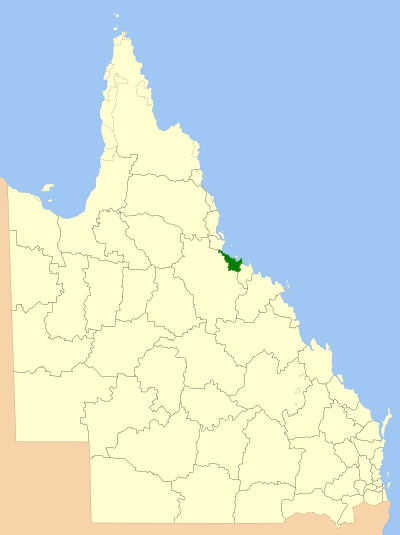
Расположение района

Таунсвилл расположен примерно в 1300 км к северу от Брисбена. Город находится поблизости от Большого барьерного рифа и является центром исследований коралловых рифов. В городе имеется большой тропический аквариум, содержащий экземпляры флоры и фауны Барьерного рифа. Рядом с городом находится Магнитный остров (англ. Magnetic Island), зона отдыха, в которой располагается национальный парк.

## История
Экспедиция Джеймса Кука проходила мимо этого региона в 1770 году, но высадки не совершала. Компас корабля Кука начал вести себя странным образом, в связи с чем остров, расположенный у побережья современного Таунсвилла, и был назван Магнитным. Первая высадка европейцев в регионе состоялась в 1819 году.
Город был основан в 1864 в качестве порта, обслуживающего северный Квинсленд. Первая колония поселенцев прибыла 5 ноября 1864 года. В 1866 Роберт Таунс (известный австралийский предприниматель того времени) посетил это место, пробыл там лишь два дня, но согласился обеспечить финансовую поддержку новому поселению, которое и было названо в его честь.
В 1866 году поселение колонистов получило статус самоуправления, в этом же году был выбран и первый мэр Таунсвилла. С 1882 до 1891 года население выросло с четырех тысяч до 13 000 человек. В 1902 году Таунсвилл получил статус города.
В период Второй мировой войны в городе располагался военный гарнизон и авиабаза союзников (более 50 тысяч американских и австралийских солдат).

## Экономика
Основными отраслями, развитыми в Таунсвилле, являются экспорт полезных ископаемых через крупнейший в регионе порт, туризм (Барьерный риф, Магнитный остров и джунгли в окрестностях) и металлургия.
В Таунсвилле также имеются университет имени Джеймса Кука (англ. James Cook University), исследовательский центр CSIRO, Австралийский институт морской биологии (англ. Australian Institute of Marine Science), штаб-квартира морского национального парка Большого барьерного рифа, а также авиабаза.

## Демография
По данным переписи 2016, население Таунсвилла составило 168 729 человек. Из них 49,8 % населения составляли мужчины, а 50,2 % — женщины. Средний возраст населения составил 33 года. 78,6 % жителей Таунсвилла родились в Австралии; другими ответами по стране рождения были Великобритания (2.5 %), Новая Зеландия (2.3 %) и Филиппины (1.0 %).
| 2006    | 2011    | 2014    | 2016    | 2018    |
| ------- | ------- | ------- | ------- | ------- |
| 154 628 | 174 462 | 178 649 | 168 729 | 180 820 |

## Климат
Несмотря на то, что город расположен в области тропического климата, зимний сезон дождей здесь выражен существенно меньше, чем в других местах, в частности, в Кэрнсе. Самый теплый месяц года — декабрь (средняя температура днем 31,4 °C), самый холодный — июль (средняя температура днем 25,0 °C).
| Показатель                                                              | Янв.  | Фев.  | Март  | Апр. | Май  | Июнь | Июль | Авг. | Сен. | Окт. | Нояб. | Дек.  | Год    |
| ----------------------------------------------------------------------- | ----- | ----- | ----- | ---- | ---- | ---- | ---- | ---- | ---- | ---- | ----- | ----- | ------ |
| Средний суточный максимум, °C                                           | 31,3  | 31,1  | 30,7  | 29,6 | 27,6 | 25,6 | 25,0 | 26,0 | 27,7 | 29,4 | 30,8  | 31,4  | 28,8   |
| Средняя температура, °C                                                 | 27,8  | 27,6  | 26,8  | 25,0 | 22,6 | 20,1 | 19,3 | 20,4 | 22,5 | 25,0 | 26,7  | 27,8  | 24,3   |
| Средний суточный минимум, °C                                            | 24,2  | 24,1  | 22,9  | 20,5 | 17,6 | 14,6 | 13,6 | 14,7 | 17,3 | 20,7 | 22,9  | 24,1  | 19,8   |
| Норма осадков, мм                                                       | 274,1 | 306,2 | 178,4 | 67,0 | 33,4 | 20,8 | 14,1 | 16,0 | 10,0 | 24,8 | 58,9  | 125,7 | 1136,4 |
| Источник: http://www.bom.gov.au/climate/averages/tables/cw_032040.shtml |       |       |       |      |      |      |      |      |      |      |       |       |        |

## Галерея

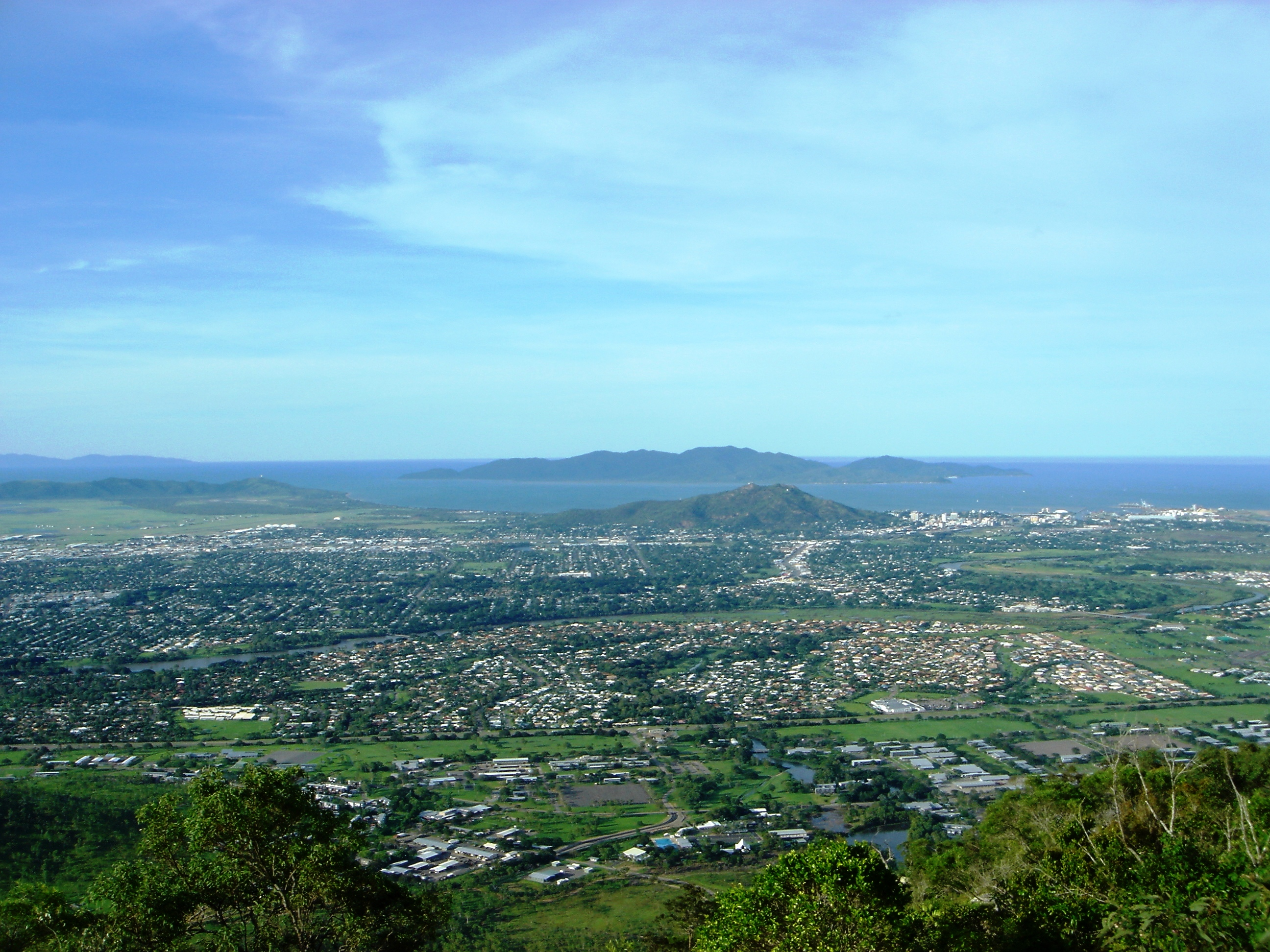
Панорама Таунсвилла, Магнитный Остров на горизонте
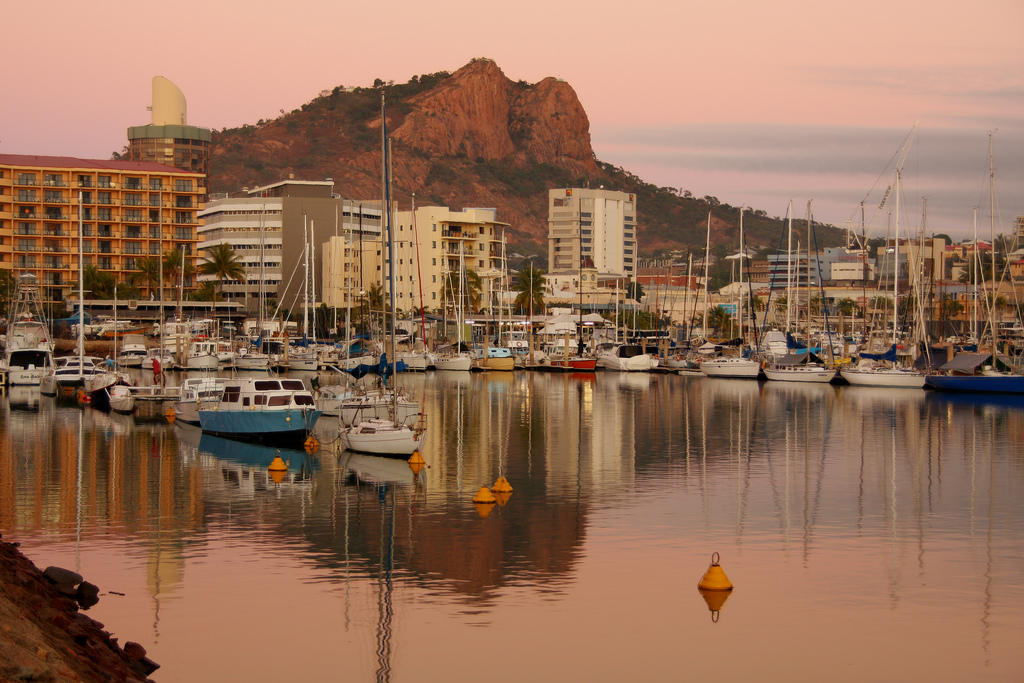
Гавань Таунсвилла